# Patti Smith
|  | No s'ha de confondre amb Patty Smyth. |

Patti Smith (Chicago, Illinois, 30 de desembre de 1946) és una cantant i poetessa estatunidenca. Va assolir la fama durant el moviment punk amb el seu primer disc Horses 1975.
Anomenada la poetessa del punk rock, va aportar un punt de vista feminista i intel·lectual a la música punk i es va convertir en una de les artistes més influents dins de la música rock. Les seves lletres introduïren la poesia francesa del segle xix a la joventut estatunidenca, mentre que la seva imatge andrògina i "poc femenina" desafià a l'era de la música disco.
La seva cançó més coneguda, «Because the Night», escrita amb Bruce Springsteen, arribà al número 13 de la llista Billboard dels Estats Units el 1978, sent posteriorment versionada pel mateix Springsteen, Keel, 10,000 Maniacs, R.E.M., U2, Garbage amb Screaming Females, i Co.Ro.
L'any 2019 li va ser atorgada la Medalla d'Or al Mèrit en les Belles Arts.

## Biografia

### Primers anys
La seva mare, Beverly, era cantant de jazz i el seu pare, Grant, treballava a l'empresa Honeywell. Va passar la seva infantesa a Deptford Township (Nova Jersey), criada com la filla d'una testimoni de Jehovà.
Diu haver rebut una forta educació religiosa i una bona educació sobre la Bíblia, abandonant la religió organitzada per trobar-la massa restrictiva. Al respecte, Smith escriví anys després a l'estrofa inicial de la seva versió d'una cancó de Them, "Gloria", que "Jesús va morir pels pecats d'algú, però no pels meus" en resposta a aquesta experiència.
Smith es graduà el 1964 al col·legi Deptford Township i per les dificultats econòmiques que travessava la família, començà a treballar a una fàbrica.

### 1967–1973: Nova York
El 1967 Smith deixa els estudis universitaris a Glassboro State Teachers College i es muda a la ciutat de Nova York. Mentre treballava a una joieria coneix al fotògraf Robert Mapplethorpe. Les fotografies d'ella fetes per Mapplethorpe es convertirien en les portades dels àlbums del Patti Smith Group, i seguiren sent amics fins a la mort del fotògraf el 1989.
El 1969 viatja a París amb la seva germana, on comença a actuar als carrers i a fer art de performance. Quan Smith retorna a Nova York, viu a l'Hotel Chelsea amb Mapplethorpe i freqüenten els clubs de moda de la ciutat com el CBGB o el Max's Kansas City. Aquest mateix any, Smith apareix amb Jayne County a l'obra de teatre de Jackie Curtis, Femme Fatale. A més, com a membre d'un projecte de poesia de St. Mark, passà els primers anys dels 70 pintant, escrivint i actuant.
El 1971 fa una performance a l'obra Cowboy Mouth de Sam Shepard, i col·labora amb Allen Lanier del grup de rock Blue Öyster Cult, grabant junts diverses cançons, com "Debbie Denise" (del seu poema "In Remembrance of Debbie Denise"), "Career of Evil", "Fire of Unknown Origin", "The Revenge of Vera Gemini", i "Shooting Shark". Durant aquests anys, Smith també exerceix de periodista musical, escrivint sobre rock a diverses publicacions, entre elles la revista musical Creem.

### 1974–1979: Patti Smith Group

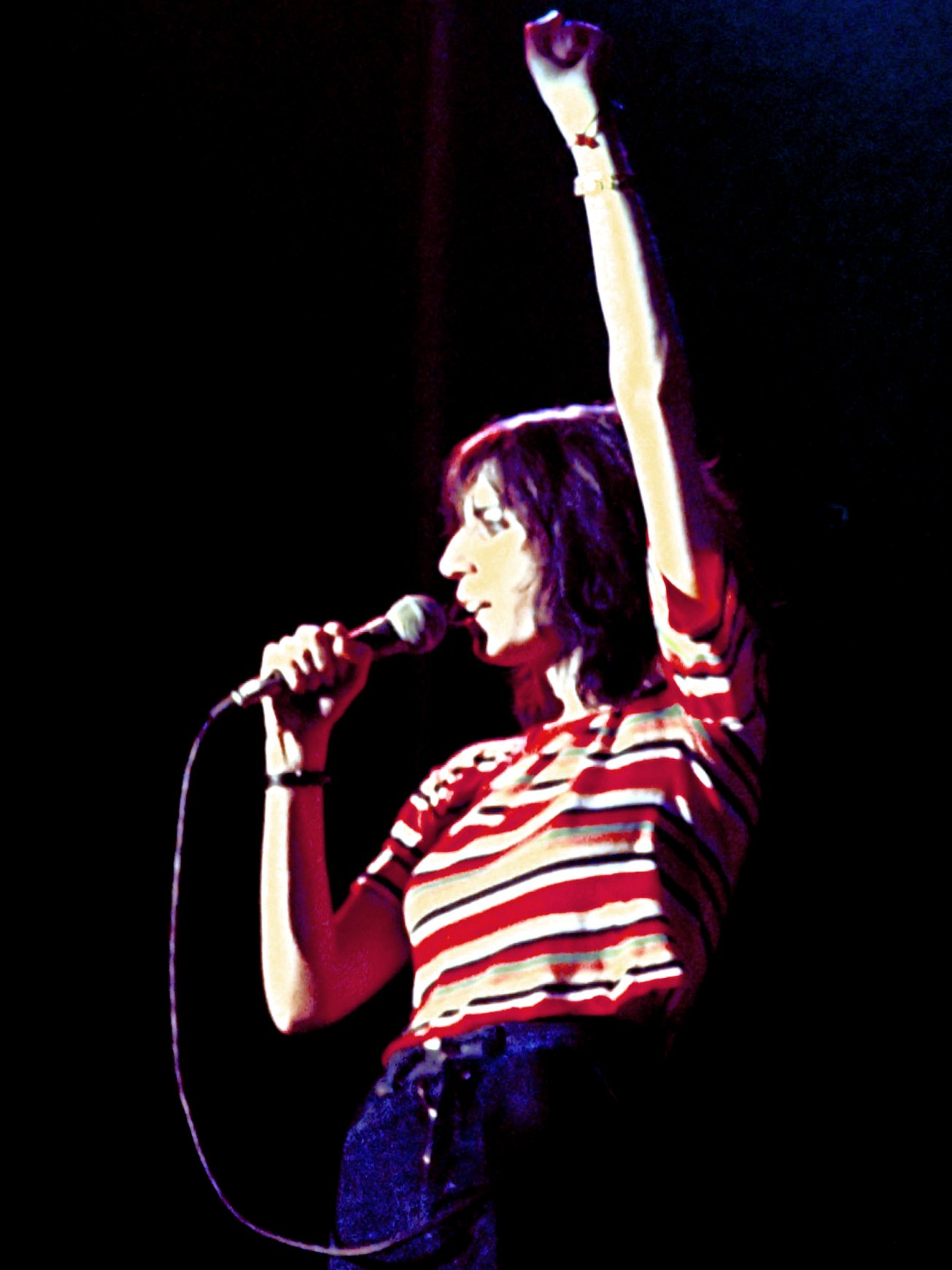
Patti Smith a un concert a Copenhague el 1976.

L'any 1974 Patti Smith ja fa els seus propis concerts de rock, inicialment amb el guitarrista Lenny Kaye, i posteriorment amb una banda completa formada per Kaye, el baixista Ivan Král, el bateria Jay Dee Daugherty i el pianista Richard Sohl. Finançats per Robert Mapplethorpe, la banda grava el seu primer senzill "Hey Joe/Piss Factory" el 1974, sent la cara A una versió de la cancó de rock escrita per Billy Roberts, prèviament versionada per Jimi Hendrix i Deep Purple, amb un afegit d'una peça de paraula parlada sobre el segrest i la posterior fuga de Patty Hearst; i la cara B un tema sobre la frustració i ira que sentia Smith quan treballava a una línia d'acoblament a una fàbrica, i la salvació que trobà en un llibre de poesia francesa del segle xix anomenat Iluminacions d'Arthur Rimbaud, que havia robat d'una botiga.
Patti Smith Group firma amb el segell discogràfic Arista Records, editant l'àlbum Horses, produït per John Caleen el 1975. L'àlbum fusionava punk rock i poesia parlada, començant amb una versió de la cançó "Gloria" de Van Morrison, i les paraules de Smith: "Jesús va morir pels pecats d'algú, però no pels meus". L'austera fotografia de la portada feta per Mapplethorpe s'ha convertit en una imatge clàssica del rock.
Mentre el Patti Smith Group fa gires per Estats Units i Europa, la popularitat del punk comença a augmentar. El so més cru del seu segon àlbum, Radio Ethiopia, reflecteix aquest canvi, tot i que rep crítiques bastant mediocres. Tot i així, diverses de les cançons de l'àlbum han sobreviscut el pas del temps, i Smith encara les toca en directe avui dia.
El 23 de gener de 1977, mentre es troba de gira per promocionar el seu àlbum, Smith té un accident mentre balla, a Tampa (Florida), caient d'una tarima sobre el ciment de la fosa de l'orquestra i fracturant-se diverses vèrtebres cervicals. L'accident l'obliga a fer repòs i rehabilitació, període durant el qual descansa, torna a agafar energies i reorganitza la seva vida. Després de la recuperació, Patti Smith Group edita dos àlbums més abans de finalitzar la dècada dels 70: Easter de 1978, que conté el senzill "Because the Night" escrit amb Bruce Springsteen, i que fou el seu àlbum amb més èxit comercial, i Wave de 1979, amb hits com "Frederick" i "Dancing Barefoot", tot i que en general menys reeixit.

### 1980–1995: Boda i fills
Abans de llençar Wave, Smith, ara separada d'Allen Lanier, coneix a Fred "Sonic" Smith, exguitarrista de la banda de rock de Detroit, Michigan, MC5, que en aquell moment havia format la banda Sonic's Rendezvous Band, i que adorava la poesia tant com ella ("Dancing Barefoot" i "Frederick" de l'àlbum Wave estaven dedicades a ell). Aquesta unió suscità la broma sobre el fet que ella només es casava amb ell per no haver de canviar de cognom.
Tenen un fill, Jackson (nascut el 1982) i més endavant una filla, Jesse (nascuda el 1987). Durant la major part dels anys 80, Patti està retirada de l'escena musical, vivint amb la seva família a St. Clair Shores al nord de Detroit, editant el juny de 1988 l'àlbum Dream of Life, que inclou la cançó "People Have the Power".
Fred Smith mor el 4 de novembre de 1994 d'un atac de cor, i al poc temps Patti també ha d'afrontar l'inesperada mort del seu germà Todd, i del teclista de la seva banda Richard Sohl.
Quan el seu fill fa 14 anys, Smith decideix tornar a Nova York, on els seus amics Michael Stipe de R.E.M. i Allen Ginsberg (a qui havia conegut durant els seus primers anys a Nova York), l'animen a tornar a fer gires per recuperar-se de l'impacte dels darrers fets. S'embarca en una petita gira amb Bob Dylan el desembre de 1995 (captat en un llibre fotogràfic de Michael Stipe).

### 1996–2003: Retorn
El 1996, Smith torna a treballar amb la seva banda habitual per grabar Gone Again, que inclou el tema "About a Boy", tribut al cantant de Nirvana, Kurt Cobain. Smith era admiradora de Cobain, però declarà estar més enfadada que trista pel seu suïcidi.

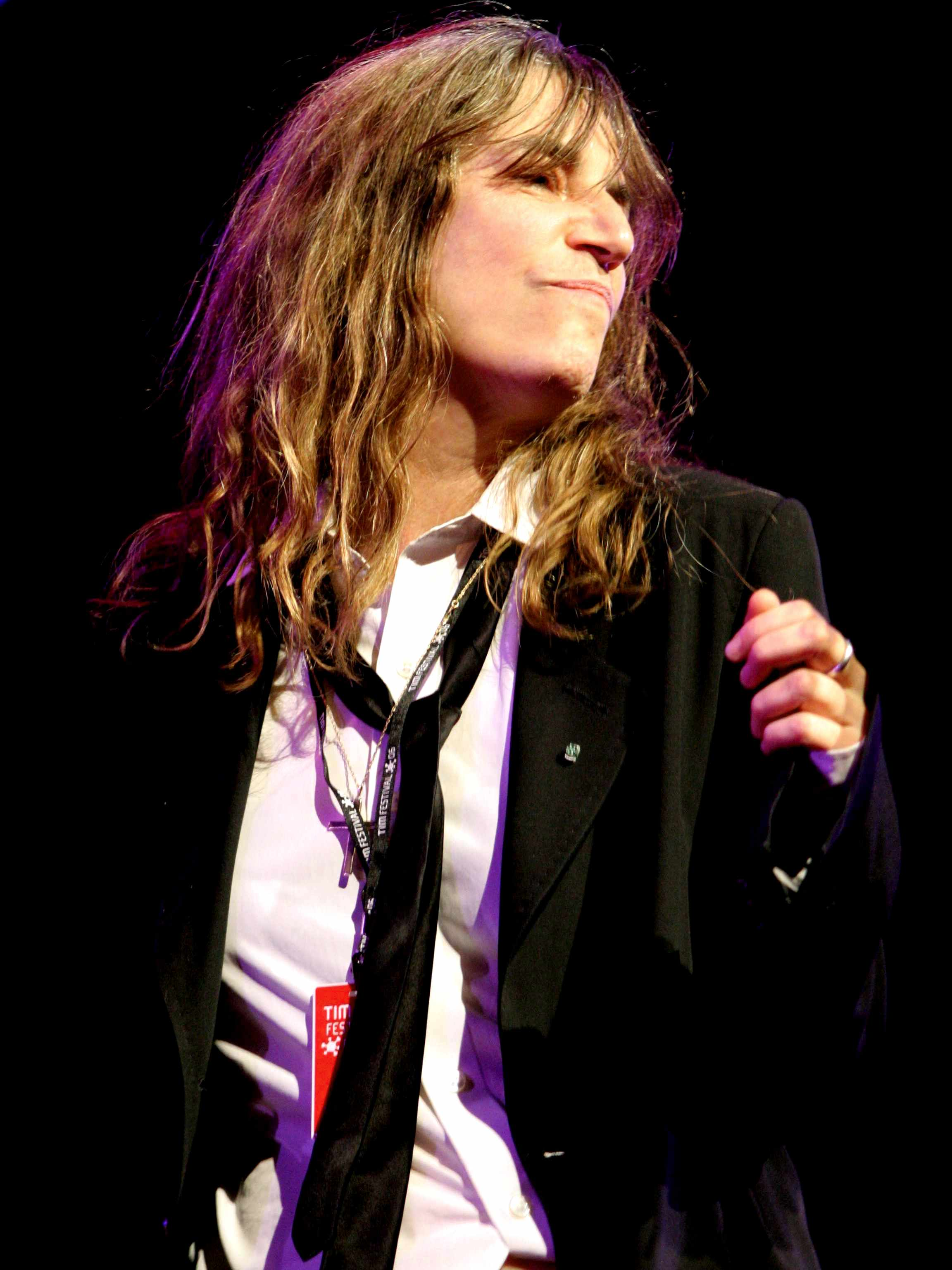
Actuació de Patti Smith en el TIM Festival de Rio de Janeiro el 2006.

Aquest mateix any col·labora amb Michael Stipe en "E-Bow the Letter", una cançó de R.E.M. de l'àlbum New Adventures in Hi-Fi, que també ha tocat en directe amb ells.
Després del llançament de Gone Again, Patti Smith graba dos àlbums més: Peace and Noise el 1997 (que inclou el senzill "1959", que tracta sobre la invasió del Tibet) i Gung Ho el 2000 (amb cançons sobre Ho Chi Minh i el seu propi pare). Les cançons "1959" i "Glitter in Their Eyes" son nominades a un premi Grammy a la Millor Interpretació de Pop Femenina.
El 1996 llança una caixa recopilatoria amb el seu treball realitzat fins al moment, The Patti Smith Masters, i el 2002 presenta Land (1975–2002), un àlbum recopilatori que inclou la versió de la cançó de Prince, "When Doves Cry".
El 20 de setembre de 2002 s'exhibeix al Museu Andy Warhol de Pittsburgh, Pennsilvania, una exposició d'art anomenada Strange Messenger, amb dibuixos i art visual de l'artista.

### 2004-actualitat
El 27 d'abril de 2004, Patti llança al mercat Trampin, que inclou diverses cançons sobre la maternitat, en part com a tribut a la seva pròpia mare, que havia mort feia dos anys.
El 25 de juny de 2005, actua al Festival Meltdown de Londres tocant l'àlbum Horses íntegrament on el guitarrista Tom Verlaine del grup Television substituí a Oliver Ray. Aquesta actuació en directe es gravà i sortí al mercat sota el títol de Horses/Horses.
El 10 de juliol de 2005, Smith és nomenada Comandant de l'Ordre de les Arts i les Lletres pel Ministre de cultura de França.
El 15 d'octubre de 2006 fa una actuació de tres hores i mitja a la mítica sala CBGB de Manhattan, que acaba amb la lectura d'una llista que inclou músics de punk rock que havien mort durant els últims anys.
Smith és inclosa al Saló de la Fama del Rock el 12 de març de 2007 dedicant-lo a la memòria del seu difunt marit, Fred, i toca la cançó dels Rolling Stones "Gimme Shelter". Com a tancament de la cerimònia, els músics presents toquen la cançó "People Have the Power".
Entre el 28 de març i el 22 de juny de 2008, la Fondation Cartier pour l'Art Contemporainde París, exhibeix un treball d'art visual de Smith, titulat Land 250 (del que posteriorment se n'editaria un llibre), que inclou dibuixos fets entre 1967 i 2007.
El 2008 es fa un homenatge en forma de documental, Patti Smith: Dream of Life, mentre que el juliol del mateix any s'edita un nou àlbum en directe amb Kevin Shields, The Coral Sea.
Patti Smith ha reconegut que es dedicà a la poesia i a la música influenciada per l'obra de Dylan. El 10 de desembre de 2016, interpreta amb llàgrimes als ulls una composició de Dylan a la cerimònia de l'Acadèmia sueca d'entrega dels Premis Nobel 2016. Interpreta A Hard Rain's a-Gonna Fall, del disc The Freewheelin' Bob Dylan de 1963. Smith va haver de parar a meitat cançó, emocionada. "Ho sento. Estic molt nerviosa, els demano disculpes". La cantant, prosseguí la seva interpretació acompanyada pels acords de la seva guitarra acústica, amb la responsabilitat de representar al premi Nobel de Liberatura, representant de tota una corrent poètica contemporània, potser la més significativa, de la qual ella està orgullosa de formar-ne part.

## Discografia
Àlbums d'estudi
- Horses (1975)
- Radio Ethiopia (1976)
- Easter (1978)
- Wave (1979)
- Dream of Life (1988)
- Gone Again (1996)
- Peace and Noise (1997)
- Gung Ho (2000)
- Trampin' (2004)
- Twelve (2007)
- Banga (2012)[27]

Àlbums en viu i EP
- Hey Joe / Radio Ethiopia (EP) (1977)
- Set Free (EP) (1978)
- Trampin' (Live aux Vieilles Charrues) (2004)
- Horses/Horses (Live) (2005)

Recopilatoris
- The Patti Smith Masters: The Collective Works (1996)
- Land (1975-2002) (2002)
- Outside Society (2011)

## Llibres
- Seventh Heaven (1972)
- A Useless Death (1972)
- kodak (1972)
- Early morning dream (1972)
- Witt (1973)
- Ha! Ha! Houdini! (1977)
- Gallerie Veith Turske (1977)
- Babel (1978)
- Woolgathering (1992)
- Early Work: 1970 - 1979 (1994)
- The Coral Sea (1996)
- Patti Smith Complete (1998)
- Wild Leaves (1999)
- Strange Messenger (2003)
- Auguris d'innocència (2005). La Breu Edicions, 2019. ISBN 9788494970276
- Land 250 (2008)
- Trois (2008)
- Great Lyricists foreword Rick Moody (2008)
- Uns marrecs (2010). Club Editor, 2022. ISBN 9788473293372
- Hecatomb (2014)
- M Train (2015).
- Devotion (2017)
- The New Jerusalem (2018)
- At the Minetta Lane (2018)
- L'any del mico (2019). Club Editor, 2020. ISBN 9788473292535
- A Book of Days (2022)